# Les Collégiens Troubadours
Pour les articles homonymes, voir Collégien.
Les Collégiens Troubadours est un quatuor vocal québécois ayant existé de 1950 à 1965 et ayant principalement mené sa carrière à la radio et à la télévision.
Il était composé de Claude Duguay (tenorino), Claude Gosselin (ténor), Claude Mercier (baryton) et Gaston Rochon (basse et arrangements). Claude Mercier quitte le groupe à l'été 1958 et est remplacé par Guy Lepage.
Ils ont interprété principalement des chansons de folklore arrangées dans différents genres (ex. jazz, latin, choral) mais aussi des œuvres plus récentes et des créations originales.

## Histoire
En 1950, Claude Duguay, Claude Gosselin, Claude Mercier et Gaston Rochon, tous quatre collégiens, fondent à Québec un quatuor vocal appelé Les Fantaisistes de la chanson, nom qu'ils changent bientôt pour Les Collégiens Troubadours. En janvier 1951, ils débutent à la radio lors de l'émission Contes et mélodies de chez nous sur les ondes de CKCV, une station de Québec. Ils participent peu après à une émission de la radio montréalaise, La Pause qui rafraîchit.
Peu après, les Collégiens Troubadours se voient confier une émission hebdomadaire du jeudi soir à la radio de Radio-Canada, tout en étant présent sur les ondes de la station CHRC à Québec. Ils enregistreront aussi une centaine d'émissions télévisées, dont une série de 26 émissions pour Radio-Canada diffusées à partir d'octobre 1956. Ils se font aussi remarquer en 1958, en créant lors du 2e Festival de la chanson canadienne Radio-Canada la chanson "Viens avec moi et tu verras" de Germaine Dugas, qui devint fort populaire chez la jeunesse québécoise de l'époque. Cette même année, le 3 mai, ils participent au Gala des Splendeurs, événement de grande envergure télédiffusé à partir du Colisée de Québec à l'occasion du 350e anniversaire de la ville de Québec. 
En 1962, ils créent deux chansons célébrant le Carnaval de Québec, Bonnes gens, chantez, dansez et Joyeux Carnaval, qui sont restées de classiques de cette fête populaire.
Cette même année, Gaston Rochon contribue aux arrangements du premier album de Gilles Vigneault, et l'année suivante il devient son directeur musical et arrangeur, ce qui lui laisse peu de temps à consacrer à son propre groupe. Par conséquent celui-ci se dissout en 1965.

## Redécouverte
En 2002 la musicologue Sylvie Genest de l'Université du Québec à Montréal a produit un album intitulé Les Collégiens Troubadours 1950-1965 - Hommage à Gaston Rochon, qui retrace, grâce à une recherche d'archives et à des entrevues avec les membres du groupe et leur entourage, la carrière des Collégiens Troubadours. Cet album a remporté le prix Félix de la catégorie Anthologie/Réédition/Compilation de l'année lors du gala de l'ADISQ 2003.

## Discographie

### 45 tours
Source:
- 1958 : Une amourette - Viens avec moi et tu verras (Pathé, PAM 77.203)
- 1959 : Darling, je vous aime beaucoup - Ballade de Charles Mailhot (Météor, 303)
- 1959 : Qu'est-ce que l'amour - Cha cha boum (Apex Français, 9-13154)
- 1962 : Bonnes gens, chantez, dansez - Joyeux carnaval (Variétés, 7046)

## Albums
- 1958 : 12 chansons canadiennes : 2e festival Radio-Canada (1958) (Pathé[9])Les Collégiens Troubadours interprètent deux pièces sur les 12 que compte l'album:
- Viens avec moi et tu verras
- Une amourette

### Compilations
- 2002 : Les Collégiens Troubadours 1950-1965 - Hommage à Gaston Rochon (Mille-Pattes, MPCD 4401[8],[10],[11])
- Les Raftman (1961)
- Indicatif « Le temps des refrains » (1965)
- J’ai cueilli la belle rose (1961)
- Mon père m’y marie (1965)
- Isabeau s’y promène (1965)
- Envoyons d’l’avant (1961)
- Firlibi racotillé (1965)
- Le réveillon (1960)
- Indicatif « Le tour de chant » (1951)
- Auprès de ma blonde (1951)
- À la volette (1950)
- Le fil cassé (1958)
- Au bois du rossignolet (?)
- Woup Farlatine (1965)
- Gorloton glin glon (1965)
- À la claire fontaine (1950)
- Va, va, va p’tit bonnet (1950)
- L’exilé (1961)
- Documentaire: Les Collégiens Troubadours et la télévision (1977)
- Notre sentier (1958)
- Les trottoirs (1956)
- Au mois de mai (1962)
- Tam ti delam (1962)
- MacPherson (1953)
- Hi hin lalirette (1955)
- Ah ! Si mon moine (1955)
- Le petit bonhomme de chemin (1951)
- Medley du carnaval: Bonnes gens, chantez, dansez - Le temps du carnaval (instrumental) - Joyeux carnaval